# Plantation de la baie de Josiah
La plantation de la baie de Josiah est une ancienne plantation de sucre située au nord-est de Road Town dans les Îles Vierges britanniques.
Entre le milieu du XVIIIe et le XIXe siècle, des plantations de canne à sucre ont recouvert les collines des Îles Vierges britanniques. La plupart d'entre elles sont maintenant totalement détruites ou sont dans un si mauvais état que leur restauration est impossible. La seule exception est la plantation de la baie de Josiah, qui a été restaurée par son propriétaire, Freddie Freeman. Située sur la côte nord de Tortola, la plantation abrite désormais une galerie d'art présentant des peintures et des estampes d'artistes locaux et caribéens, un magasin de meubles anciens et artisanaux et un restaurant de plein air.

## Historique
L'histoire de la plantation de la baie de Josiah commence au début du XVIIIe siècle. Conçue comme une plantation de canne à sucre par Isaac Pickering, un planteur britannique, le domaine de près de 2,4 hectares (six cents acres), s'était associé à la plantation de la baie de Lambert, également propriété de Pickering. La propriété resta sous sa propriété jusqu'à l'abolition de l'esclavage dans les Îles Vierges britanniques en 1834. À cette époque, les serviteurs sous contrat, esclaves promus surveillants et dotés d'un lopin de terre, obtinrent ce titre légal du premier organe législatif des Îles Vierges britanniques.
Le premier propriétaire privé connu de l'actuelle plantation de la baie de Josiah est David Fonseca, qui a acheté la propriété dans les années 1930. Fonseca, un ingénieur, a transformé une partie du terrain en distillerie de rhum, qui comprenait une chaufferie, à l'époque de la prohibition. Le rhum était extrait de la distillerie de Josiah et introduit clandestinement dans les Îles Vierges des États-Unis, acheté au Danemark en 1915, pour être ensuite expédié en Amérique du Nord pour une distribution souterraine. Les bateaux utilisés pour cette opération étaient fabriqués à la main par des constructeurs locaux et le rhum à bord était recouvert de charbon de bois, également fabriqué localement, afin de dissimuler l'odeur de l'alcool et d'éviter ainsi toute détection.
Le père de Freeman, Samuel, a acheté la propriété à David Fonseca au milieu des années 1940 pour l'utiliser comme distillerie de rhum. Elle a prospéré pendant un certain temps, puis son activité cessa en raison de sa faible rentabilité. Délabrée depuis le début des années 1960, la propriété est devenue inaccessible en raison de mauvaises routes et de la végétation luxuriante. Le jeune Freeman n'a jamais eu l'occasion de voir la distillerie en activité, bien qu'il ait entendu parler de la propriété pendant son enfance.
Aux États-Unis, à la fin des années 1970 et au début des années 1980, M. Freeman étudia la comptabilité et la finance dans le but de revenir dans les Îles Vierges britanniques pour participer à l'entreprise familiale.

## Restauration
À son retour dans les Îles Vierges britanniques, Freeman a d'abord visité la propriété et a décidé de restaurer la plantation, mais, bien que les plans pour son aménagement aient été élaborés dès 1988, il a fallu attendre six ans avant que la restauration ne commence en 1994.
La plupart des briques d'argile rouge utilisées dans la construction de la structure ont été importées sous forme de ballast sur des voiliers. Lors de l'excavation, un soin tout particulier a été pris pour ne pas effectuer de dommages, de sorte que tous les travaux de creusement ont été effectués manuellement. Les murs d'origine ont été redécouverts lentement et la beauté de la pierre, de la brique et du corail, maintenus ensemble par le calcaire local, était apparent dès le début. Le nettoyage de la propriété a pris trois semaines.

## Description
Il y a quatre bâtiments distincts sur le site. Le plus grand est l'ancienne Grande Maison - une structure qui est restée en grande partie intacte au cours des années. La partie inférieure du bâtiment avait été ensevelie par des décennies de sédiments, le sol de la colline s'étant accumulé au premier étage, l'enterrant complètement. Lorsque Freeman a commencé la restauration, il a excavé (manuellement) quatre pieds de terre pour obtenir la hauteur sous plafond pour le toit à pignon et le grenier. Ce bâtiment principal abrite maintenant la galerie d'art et de la fabrique de meubles.
Les cuisines ont été transformées sous la Fonseca (pour le vieillissement du rhum) et abrite désormais la cuisine actuelle du restaurant Secret Garden. Il y a deux autres petits bâtiments, à l'arrière de la propriété. L'un était le pavillon de bain mais la fonction de l'autre est inconnue. Il y a un four en pierre et en briques sur les lieux ainsi qu'une petite fosse où un chaudron était utilisé pour la cuisson. Les chaudrons pour les fours mesurent environ sept pieds de diamètre et sont toujours sur la propriété.
Lors de la visite de la plantation, on peut voir l'équipement d'origine, y compris des pots en cuivre, une machine à vapeur et un moulin sur la vaste pelouse. La distillerie, qui fonctionnait jusque dans les années 1960, utilisait la Grande Maison de la plantation comme chaufferie.
Des archéologues du Royaume-Uni ont parcourut les lieux et ont contribué à la recherche sur l'histoire du domaine. Ces archives font maintenant partie intégrante des archives des Îles Vierges britanniques à Londres et peuvent être consultées auprès du département d'études des Îles du collège communautaire H. Lavity Stoutt situé dans la baie de Paraquita à Tortola.